# Modern Company for Cars Manufacturing & Frames
Modern Company for Cars Manufacturing & Frames ist ein Fahrzeughersteller aus Ägypten. Der Firmensitz befindet sich im Kairoer Stadtteil Heliopolis. Die Produktion begann zu Beginn des Jahrhunderts, also etwa 2001. Der Markenname lautet Mod Car.

## Modelle
Das Modell Panda entsteht nach einer Lizenz von Changhe. Erhältlich ist der Panda als sechssitziger Kleinbus. Die Variante Panda Mini-Truck ist ein Pick-up, der wahlweise mit Einzelkabine oder mit Doppelkabine erhältlich ist. Ein Motor mit 970 cm³ Hubraum und 33 kW/45 PS Leistung treibt die Fahrzeuge an.
Außerdem entstehen Omnibusse auf Fahrgestellen von Anhui Jianghuai Automobile.